# Katxalin
Katxalin (en rus: Качалин) és un poble (un khútor) de l'óblast de Volgograd, a Rússia, segons el cens del 2010 tenia 422 habitants.